# Tandläkarskräck

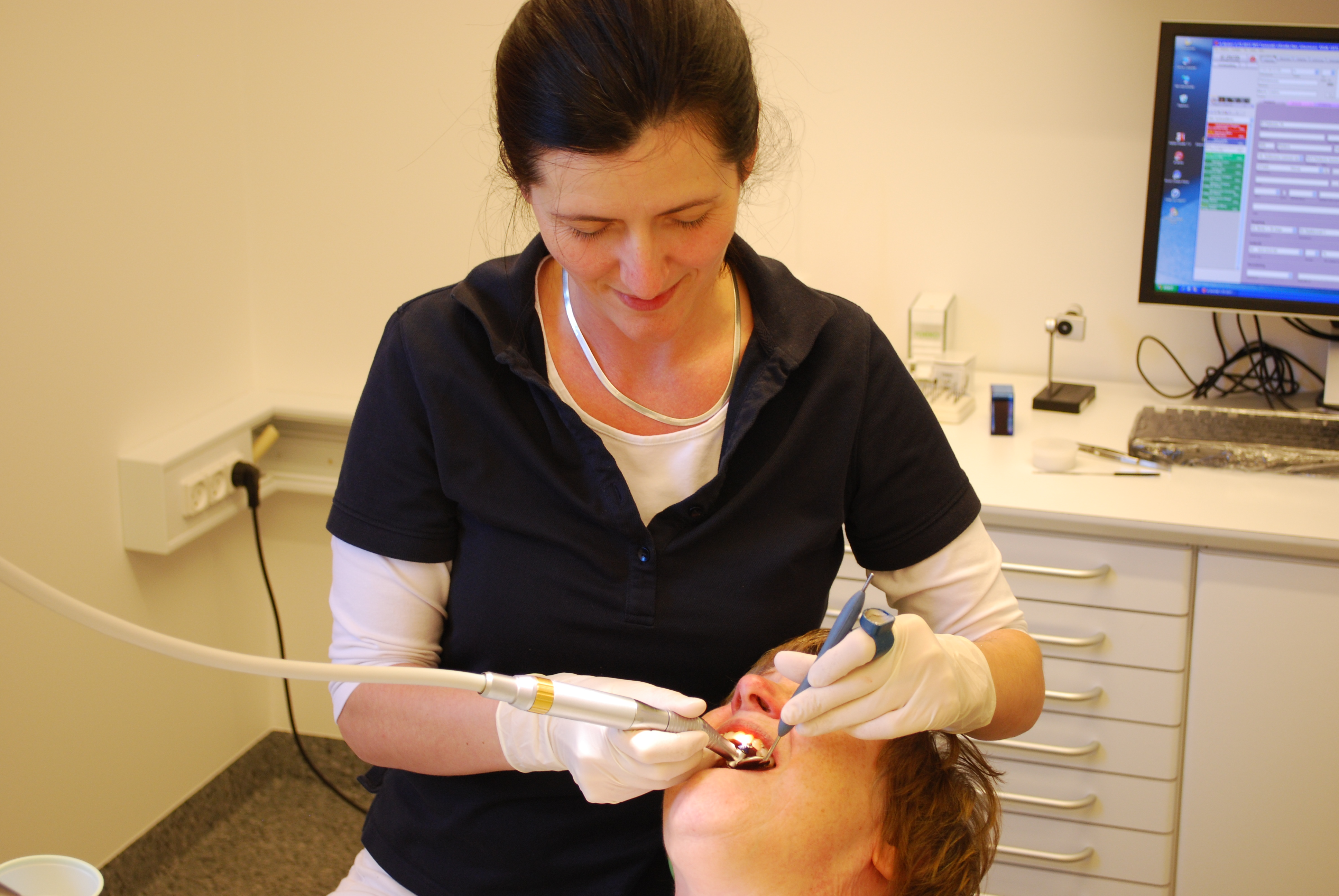
En tandläkare undersöker en patient.

Tandläkarskräck, även benämnd tandvårdsrädsla och odontofobi, är en fobi för tandläkare eller tandläkarbesök. Föremålet för fobin kan vara antingen tandläkaren som person, själva situationen, tandläkarens instrument och utrustning eller smärta vid behandlingen.
Att beteckna patientens rädsla som "tandvårdsfobi" kan dock vara missvisande. Dels finns det en risk att man förlägger hela problemet till patienten, och underskattar betydelsen av tandvårdens bemötande. Dels behöver tandvårdsrädsla inte nödvändigtvis vara patologisk.
Rädslan kan hänföras till tidigare negativa erfarenheter av tandvård. Vissa personer känner ingen oro inför ett tandläkarbesök, medan andra kan uppleva oro, yrsel, svettningar, magvärk och ångest. I extrema fall kan blotta tanken på ett tandläkarbesök göra personen svimfärdig. Stark tandläkarskräck kan medföra att personen i det längsta undviker att uppsöka tandläkare, vilket i sig ofta leder till mycket omfattande behandlingsbehov och höga tandvårdskostnader. 
Det finns olika metoder att behandla och dämpa tandläkarskräck. De vanligaste torde vara sedering med bensodiazepiner (diazepam, midazolam) eller lustgas, men även hypnos och samtalsterapi praktiseras. I vissa fall anses narkos vara enda utvägen. Framgångsrika behandlingsmetoder mot tandläkarskräck innefattar ett empatiskt bemötande av patienten, och att denne själv får bestämma hur vården utförs. Enligt Socialstyrelsen är kemo-mekanisk behandling förknippad med en högre acceptans hos patienterna. USA:s hälso- och socialdepartement rekommenderar också kemo-mekanisk behandling för patienter som har ångest för borrningsproceduren.